# Karl Peppler (Schauspieler)
Karl Peppler (auch: Carl Peppler und Carl Friedrich Peppler sowie Friedrich Karl Peppler und Friedrich Carl Peppler; * 7. März 1857 in Gießen; † 16. März 1918 in München) war ein deutscher Schauspieler und Spielleiter am Münchner Schauspielhaus und Schauspiellehrer.

## Leben
Karl Peppler war in seiner Jugend von seiner Familie für die Offizierskarriere bestimmt worden und erhielt seine Erziehung hierfür im königlich preußischen Kadettenkorps. Nach seiner militärischen Ausbildung trat er als Offizier der Artillerie in das kaiserlich Deutsche Heer ein, in dem er fünf Jahre lang diente. Dann nahm er 1878 jedoch dramatischen Unterricht bei Emil Werner in Darmstadt, bevor er sich dort im Folgejahr 1879 am Darmstädter Hoftheater versuchte, an dem er – obgleich noch unfertig – gefiel und engagiert wurde.
In der Folge trat er auf 1880 bis 1881 auf der Bühne in Posen und 1881 bis 1883 im Theater in Mainz auf, wo er seine schauspielerische Ausbildung vervollkommnete. Anschließend nahm er bei der Gründung des Deutschen Theaters in Berlin einen Antrag an, um dort in berühmten Rollen wie dem Mercutio in der Tragödie Romeo und Julia und dem Moritz Spiegelberg in Schillers Drama Die Räuber seine darstellerischen Fähigkeiten auszubauen.
1885 bis 1886 wurde Peppler in Sankt Petersburg am dortigen Hoftheater der Zarenfamilie engagiert. Ebenfalls 1886 folgte er einem Ruf als Charakterdarsteller und Bonvivant an das Deutsche Landestheater in Prag. Nicht zuletzt aufgrund seiner „äußerst einnehmenden Bühnenerscheinung“ gewann er rasch die Gunst des Publikums, durch die er schon nach kurzer Zeit in die erste Reihen der besten Darsteller des Prager Ensembles gestellt sah. Bis 1895 wirkte er in Prag zudem in einer Doppeleigenschaft als Theaterregisseur.
Als Nachfolger von Friedrich Holthaus debütierte Peppler 1895 in Hannover, wo er bis 1907 unter anderem als Regisseur des hannoverschen Schauspiels und der Oper am Königlichen Theater wirkte. Der Inhaber der Zentenarmedaille bewohnte um 1904 das Haus Sedanstraße 25A. Unter der Hausnummer wohnte 25 wohnte auch Leonie Peppler, Pepplers Ehefrau, mit der er den Sohn Hans Peppler hatte. Die gesamte Familie pflegte privat Umgang mit Josef Kainz. Bereits um 1907 hatte der zeitweilig unter dem Oberregisseur Louis Ellmenreich arbeitende Peppler, der auch mit der Verleihung des Lippischen Ordens für Kunst und Wissenschaft und dem Erinnerungszeichen zur Silbernen Hochzeit von Kaiser Wilhelm II. und Kaiserin Auguste Viktoria ausgezeichnet worden war, seinen Wohnsitz in der Güntherstraße 3.
Nach Hannover wechselte Peppler um 1907 nach München, wo er dauerhaft blieb und auch als Spielleiter des dortigen Schauspielhauses wirkte. Zum klassischen Repertoire Pepplers zählten seine Auftritte als Mephisto, Othello, Richard III., Alba und Shylock; er war jedoch an kein Fach gebunden. So bescheinigte beispielsweise das von Erich Mühsam herausgegebene Blatt Kain – Zeitschrift für Menschlichkeit Carl Friedrich Peppler „viel Wärme und glaubhaftes Leben“ für seine Darstellung des jüdischen Vaters Levin in dem Schauspiel „Hinter Mauern“des Dänen Henri Nathansen.
In der Münchener Torrgelstube war Peppler häufiger Tischgenosse von Erich Mühsam, demzufolge er seinen Beruf über alles liebte und dies regelmäßig auch öffentlich als Kavalier der alten Schule vorführte, beispielsweise beim beinahe feierlichen Anerbieten seines Sitzplatzes gegenüber Damen in der Münchener Straßenbahn.
In München konnte Peppler zuletzt sein 40-jähriges Bühnenjubiläum feiern. Doch hatte er im Ersten Weltkrieg zur Unterhaltung eingezogener Soldaten ein Gastspiel an der Westfront gegeben. Dabei hatte er sich ein Nierenleiden zugezogen, das bald darauf zum Tode des im Alter von etwa 61 Jahren Verstorbenen führte.

## Schüler
- Eveline Landing[13]
- Paul Müller[13] (Paul Hermann Müller, Paulchen Müller)[7]
- 1910–1911: Albert Wisheu-Martens[14]

## Archivalien
Archivalien von und über Friedrich Karl Peppler finden sich beispielsweise
- als handschriftlicher Brief von Friedrich Karl Peppler vom 2. Oktober 1911 an den Schriftsteller Josef Ruederer, Nachlass Ruederer im Literaturarchiv Monacensia der Münchner Stadtbibliothek, Archivsignatur JR B 366 (Akquisitionsnummer 2715/79)[15]